# Ахират
Ахират (араб. الآخرة‎ — конец, последний, будущая жизнь), ма’ад — в исламской эсхатологии потусторонний мир, единственно вечная и важная жизнь для человека. Арабское слово «ахира» означает «конец», «то, что бывает после», «последний день». Этим словом мусульмане называют конец этого земного мира, а также, новую, бесконечную жизнь, начинающуюся после смерти.
Ахират начинается с Малого (смерть) или Большого Конца Света, включает в себя Судный день (киямат), рай (джаннат), и ад (джаханнам). Большим Концом Света называют период времени, который длится от первого до второго звучания трубы (сур) ангела Исрафила.
Концепция ахирата была излюбленным мотивом у многих поэтов.

## Ахират и дунья
Ахират противопоставляется земной жизни (дунья). Синонимом ахирата является термин аль-ма’ад. Концепция противопоставления земной жизни ахирату была одной из основных идей в проповедях пророка Мухаммада, Он увещевал людей о мире, в котором придется давать ответ за всё содеянное. В мусульманском богословии разработка концепции ахирата велась в направлении противопоставления вечному миру (дар аль-бака) и земной жизни (дар аль-фана), а также детализация представлений об ахирате (рай, ад, воскрешение, Судный день и др.).